# Djeffara

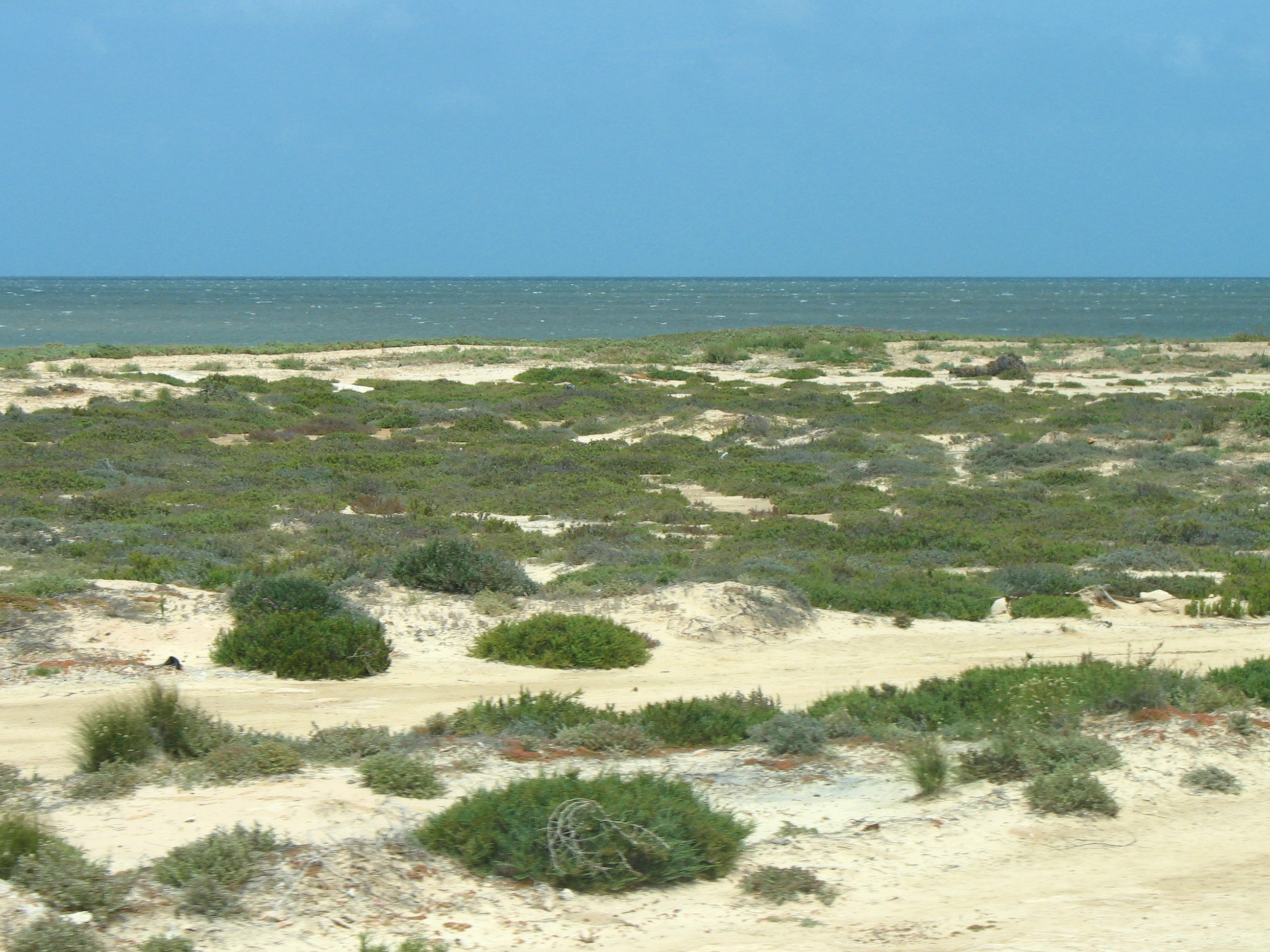
Costa arenosa em Djerba

Djeffara ou Jeffara é uma vasta planície situada no sudeste da Tunísia e noroeste da Líbia. Estende-e por uma área de 10 000 km², ao longo dum eixo na direção noroeste-sudeste com cerca de 400 km de comprimento e 30 a 180 km de largura, nas margens do mar Mediterrâneo (golfo de Gabès), desde os arredores de Skhira, ao norte de Gabès, até Trípoli. A parte tunisina divide-se por vezes em duas zonas paralelas, a Djeffara de Gabès a norte e a Djeffara de Médenine a sul.
A planície é uma zona de transição entre a estepe costeira e o deserto do Saara e é limitada a oeste pelo Djebel Dahar e pelas dunas do Grande Erg Oriental e a sul nos montes Nafuça e pelo planalto desértico de El Hamadah al Hamra.

## Geografia
A zona costeira é caracterizada pela presença de numerosas lagunas. Ao largo encontram-se a ilha de Djerba e as suas praias de areia. Outra particularidade são as vastas sebkhas (lagos salgados) situados junto ao litoral, como a sebkha El Melah, a sebkha Bou Djemel e a sebkha El Adhibat, que por vezes se estendem até 50 km para o interior. Apesar de não existirem cursos de água permanentes, a planície é relativamente fértil.
Diversos estudos demonstraram que a exploração intensiva das águas subterrâneas costeiras da Djeffara, além de esgotarem os recursos, provocam um deterioração importante da qualidade da água devido ao aumento da salinidade devida à intrusão marítima.
Clima
Os invernos são muito amenos, com as temperaturas a oscilarem entre os 8 e 12°C à noite e os 16 a 20°C durante o dia. A precipitação média anual é cerca de 250 a 400 , que correspondem a 30 a 50 dias de chuva por ano, concentrados sobretudo entres os meses de novembro e março. A quantidade de chuva varia com a distância à costa e com ela varia a fertilidade do solo.
Os verões são quentes e secos, com temperaturas diurnas entre 30 a 35°C e picos que podem chegar oas 46°C, quando sopra o vento do deserto — o siroco, chamado ghibli na Líbia e shehili na Tunísia.

## Economia
Agricultura

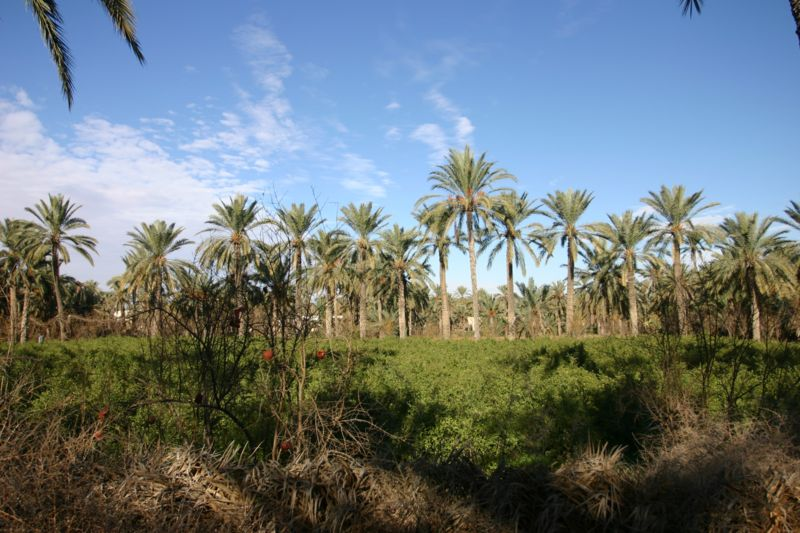
Palmeiral na zona de Gabès

A agricultura tem um papel importante na economia da região. Na parte tunisina, predominam as culturas de oliveiras e legumes. Os produtos agrícolas são destinados principalmente ao consumo pessoal, mas também há uma arte que é exportada. Na parte líbia, além de olivais, encontram-se também plantações de citrinos. Em algumas zonas, como Gabès e na orla do Djebel Nafusa, produzem-se tâmaras. Devido às zonas limítrofes serem extremamente áridas e pobres, o papel agrícola da Djeffara é de grande importâncias para os seus habitantes.
Turismo
Além das atividades agrícolas, a região tem várias atrações turísticas, entre as quais se encontram vários fortes e ruínas, algumas delas relativamente bem conservadas, como em Naoura, Sidi Ahmed Chaouch, Ras Jedir, Henchir El Diab e Henchir El Menafa.
No sul da parte tunisina encontram-se também numerosos ksour. Em Gigthis podem observar-se ruínas romanas e na Líbia as ruínas da cidade de Sabrata fazem parte da lista de Património Mundial da UNESCO.